# Miss Wisconsin USA

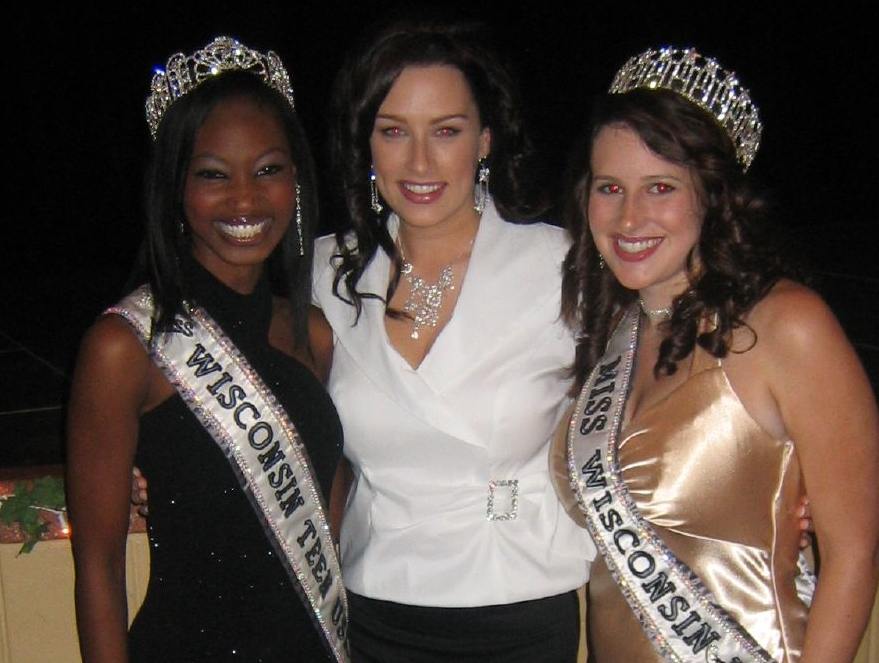
Bishara Dorre, Miss Wisconsin Teen USA 2006, Melissa Ann Young, Miss Wisconsin USA 2005, Anna Piscitello, Miss Wisconsin USA 2006 no concurso Miss Wisconsin USA 2007

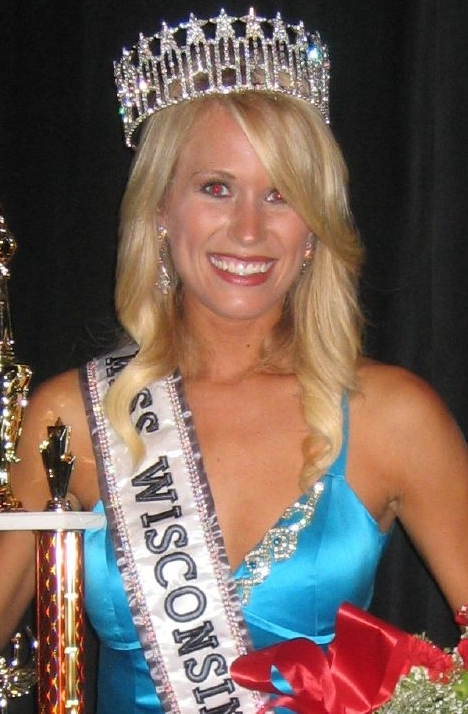
Caitlin Morrall, Miss Wisconsin USA 2007

A competição de Miss Wisconsin USA é o concurso de beleza destinado a eleger a representante do Estado de Wisconsin para o concurso Miss USA.
Wisconsin é um dos Estados menos bem-sucedidos no Miss USA. As melhores classificações do Estado foram obtidas por Mary Cook, terceira colocada em 1974, ficando sem classificações de 1979 a 2007, quando Caitlin Morrall ficou entre as 15 semi-finalistas.
Em 2005, Melissa Ann Young ganhou o título de Miss Simpatia e Elyzabeth Pham ganhou o título de Miss Fotogenia em 1999.
O concurso Miss Wisconsin USA foi produzido pela The Pageant Agency. Desde a edição de 2008, sua coordenação está sob a responsabilidade da Future Productions.

## Sumário de resultados

### Classificações
- 3ª colocadas: Mary Cook (1974)
- 4ªs colocadas: Jodi Bonham (1967)
- Top 10: Bishara Abdirasheed Dorre (2014)
- Top 15: Rita Younger (1954), Jeanne Boulay (1955), Kathryn Wituschek (1979), Caitlin Morrall (2007)

### Premiações Especiais
- Miss Fotogenia: Elyzabeth Pham (1999)
- Miss Simpatia: Melissa Ann Young (2005)
- Melhor Traje Típico Estadual: Diane Modrow (1973)

## Vencedoras
| Ano  | Nome                             | Cidade               | Idade1 | Classificação no Miss USA | Premiações Especiais no Miss USA | Notas                                                           |
| ---- | -------------------------------- | -------------------- | ------ | ------------------------- | -------------------------------- | --------------------------------------------------------------- |
| 2020 | Gabriella Deyi                   | Madison              | 27     |                           |                                  |                                                                 |
| 2019 | Danika Tramburg                  | Humbertus            | 22     |                           |                                  |                                                                 |
| 2018 | Regina Gray                      | Milwaukee            | 27     |                           |                                  |                                                                 |
| 2017 | Skylar Audrey Witte              | Schofield            | 19     |                           |                                  |                                                                 |
| 2016 | Katherine "Kate" Patrice Redeker | Sheboygan            | 19     |                           |                                  | Foi Miss Wisconsin Teen USA 2013 e top 15 no Miss Teen USA 2013 |
| 2015 | Haley Denise Laundrie            | Lake Mills           | 21     |                           |                                  |                                                                 |
| 2014 | Bishara Abdirasheed Dorre        | Milwaukee            | 24     | Top 10                    |                                  | Miss Wisconsin Teen USA 2006                                    |
| 2013 | Christine (Chrissy) Opal Zamora  | Greenfield           | 25     |                           |                                  |                                                                 |
| 2012 | Emily Guerin                     | Monroe               | 22     |                           |                                  |                                                                 |
| 2011 | Jordan Marie Morkin              | Green Bay            | 20     |                           |                                  |                                                                 |
| 2011 | Shaletta Porterfield             | Madison              | 26     |                           |                                  | Renunciou após receber três acusações de roubo de identidade.   |
| 2010 | Courtney Lopez                   | Racine               | 19     |                           |                                  | Anteriormente Miss Wisconsin Teen USA 2008                      |
| 2009 | Alexandra Wehrley                | Pewaukee             | 23     |                           |                                  |                                                                 |
| 2008 | Michelyn Butler                  | Madison              | 24     |                           |                                  | Competidora no National Sweetheart 2007                         |
| 2007 | Caitlin Morrall                  | Burlington           | 23     | Top 15                    |                                  | Competidora no National Sweetheart 2003                         |
| 2006 | Anna Piscitello                  | Hartland             | 20     |                           |                                  |                                                                 |
| 2005 | Melissa Ann Young                | Menasha              | 25     |                           | Miss Simpatia                    |                                                                 |
| 2004 | Jenna Schultz                    | Pewaukee             | 20     |                           |                                  |                                                                 |
| 2003 | Judith Eckerle                   | Milwaukee            |        |                           |                                  |                                                                 |
| 2002 | Cortney Owen                     | Muskego              |        |                           |                                  |                                                                 |
| 2001 | Kari Jo Dodge                    | Star Prairie         |        |                           |                                  |                                                                 |
| 2000 | Samantha Jo Picha                | Verona               |        |                           |                                  |                                                                 |
| 1999 | Elyzabeth Pham                   |                      | 26     |                           | Miss Fotogenia                   |                                                                 |
| 1998 | Michelle Altman                  |                      |        |                           |                                  |                                                                 |
| 1997 | Tara Johnson                     |                      |        |                           |                                  |                                                                 |
| 1996 | Mary Stoker                      |                      |        |                           |                                  |                                                                 |
| 1995 | Tanae Geisler                    |                      |        |                           |                                  | Anteriormente Miss Wisconsin Teen USA 1993                      |
| 1994 | Gina Desmond                     |                      |        |                           |                                  |                                                                 |
| 1993 | Heather Hanson                   | Madison              |        |                           |                                  |                                                                 |
| 1992 | Kelly Bright                     | Milwaukee, Wisconsin | 25     |                           |                                  |                                                                 |
| 1991 | Kimberly Totdahl                 | Racine               |        |                           |                                  |                                                                 |
| 1990 | Lynn Mulcahy                     |                      |        |                           |                                  |                                                                 |
| 1989 | Sherri Baxter                    | Madison              |        |                           |                                  |                                                                 |
| 1988 | Mary Anderson                    | St Francis           |        |                           |                                  |                                                                 |
| 1987 | Regina Part                      | Stevens Point        |        |                           |                                  |                                                                 |
| 1986 | Bonnie Bonnicksen                | Madison              |        |                           |                                  |                                                                 |
| 1985 | Deborah Strauss                  | Milwaukee            |        |                           |                                  |                                                                 |
| 1984 | Tamara Schoof                    | Milwaukee            |        |                           |                                  |                                                                 |
| 1983 | Susan Peters                     | Menomonee Falls      |        |                           |                                  |                                                                 |
| 1982 | Cheryl Maslowski                 | Milwaukee            |        |                           |                                  |                                                                 |
| 1981 | Dawn Spreeman                    | Kaukauna             |        |                           |                                  |                                                                 |
| 1980 | Susan McGaffigan                 | Pewaukee             |        |                           |                                  |                                                                 |
| 1979 | Kathryn Wituschek                | Milwaukee            |        | Semi-finalista            |                                  |                                                                 |
| 1978 | Cynthia Paulson                  |                      |        |                           |                                  |                                                                 |
| 1977 | Vicki Payne                      |                      |        |                           |                                  |                                                                 |
| 1976 | Susan Femrite                    | Madison              |        |                           |                                  |                                                                 |
| 1975 | Rita Pedder                      | Madison              |        |                           |                                  |                                                                 |
| 1974 | Mary Cook                        |                      |        | 3ª colocada               |                                  |                                                                 |
| 1973 | Diane Modrow                     |                      |        |                           | Melhor Traje Típico Estadual     |                                                                 |
| 1972 | Suzan Nass                       |                      |        |                           |                                  |                                                                 |
| 1971 | Pamela Martin                    |                      |        |                           |                                  |                                                                 |
| 1970 | Joann Soller                     | Eau Claire           |        |                           |                                  |                                                                 |
| 1969 | Christine Sachen                 |                      |        |                           |                                  |                                                                 |
| 1968 | Janice Kopps                     |                      |        |                           |                                  |                                                                 |
| 1967 | Jodi Bonham                      |                      |        | 4ª colocada               |                                  |                                                                 |
| 1966 | Janet Driscoll                   |                      |        |                           |                                  |                                                                 |
| 1965 | Judith Achtor                    |                      |        |                           |                                  |                                                                 |
| 1964 | Carolyne Limquite                |                      |        |                           |                                  |                                                                 |
| 1963 | Lynn Korchunoff                  |                      |        |                           |                                  |                                                                 |
| 1962 | Sherri Mathson                   |                      |        |                           |                                  |                                                                 |
| 1961 | Karen Reisweber                  |                      |        |                           |                                  |                                                                 |
| 1960 | Sharyn Chalik                    |                      |        |                           |                                  |                                                                 |
| 1959 | Charlene Krause                  |                      |        |                           |                                  |                                                                 |
| 1958 | Não competiu                     |                      |        |                           |                                  |                                                                 |
| 1957 | Natalie Lueck                    |                      |        |                           |                                  |                                                                 |
| 1956 | Priscilla Perkins                |                      |        |                           |                                  |                                                                 |
| 1955 | Jeanne M. Boulay                 |                      |        | Semi-finalista            |                                  |                                                                 |
| 1954 | Rita D. Younger                  |                      |        | Semi-finalista            |                                  |                                                                 |
| 1953 | Jacque Kimmel                    |                      |        |                           |                                  |                                                                 |
| 1952 | Jeannie Huston                   |                      |        | desistiu                  |                                  |                                                                 |

1 Idade à época do concurso Miss USA